# Saint-Éliph
Saint-Éliph ist eine französische Gemeinde mit 833 Einwohnern (Stand: 1. Januar 2022) im Département Eure-et-Loir in der Region Centre-Val de Loire; sie gehört zum Arrondissement Nogent-le-Rotrou und zum Kanton Nogent-le-Rotrou.

## Geographie
Saint-Éliph liegt etwa 37 Kilometer westnordwestlich von Chartres. Umgeben wird Saint-Éliph von den Nachbargemeinden La Loupe im Norden, Saint-Maurice-Saint-Germain im Nordosten, Le Favril im Osten, Champrond-en-Gâtine im Südosten, Montireau im Süden, Saint-Victor-de-Buthon im Süden und Südwesten sowie Vaupillon im Westen.

## Bevölkerungsentwicklung
| Jahr                       | 1962 | 1968 | 1975 | 1982 | 1990 | 1999 | 2006 | 2013 | 2020 |
| Einwohner                  | 539  | 543  | 641  | 656  | 738  | 755  | 800  | 935  | 843  |
| Quellen: Cassini und INSEE |      |      |      |      |      |      |      |      |      |

## Sehenswürdigkeiten

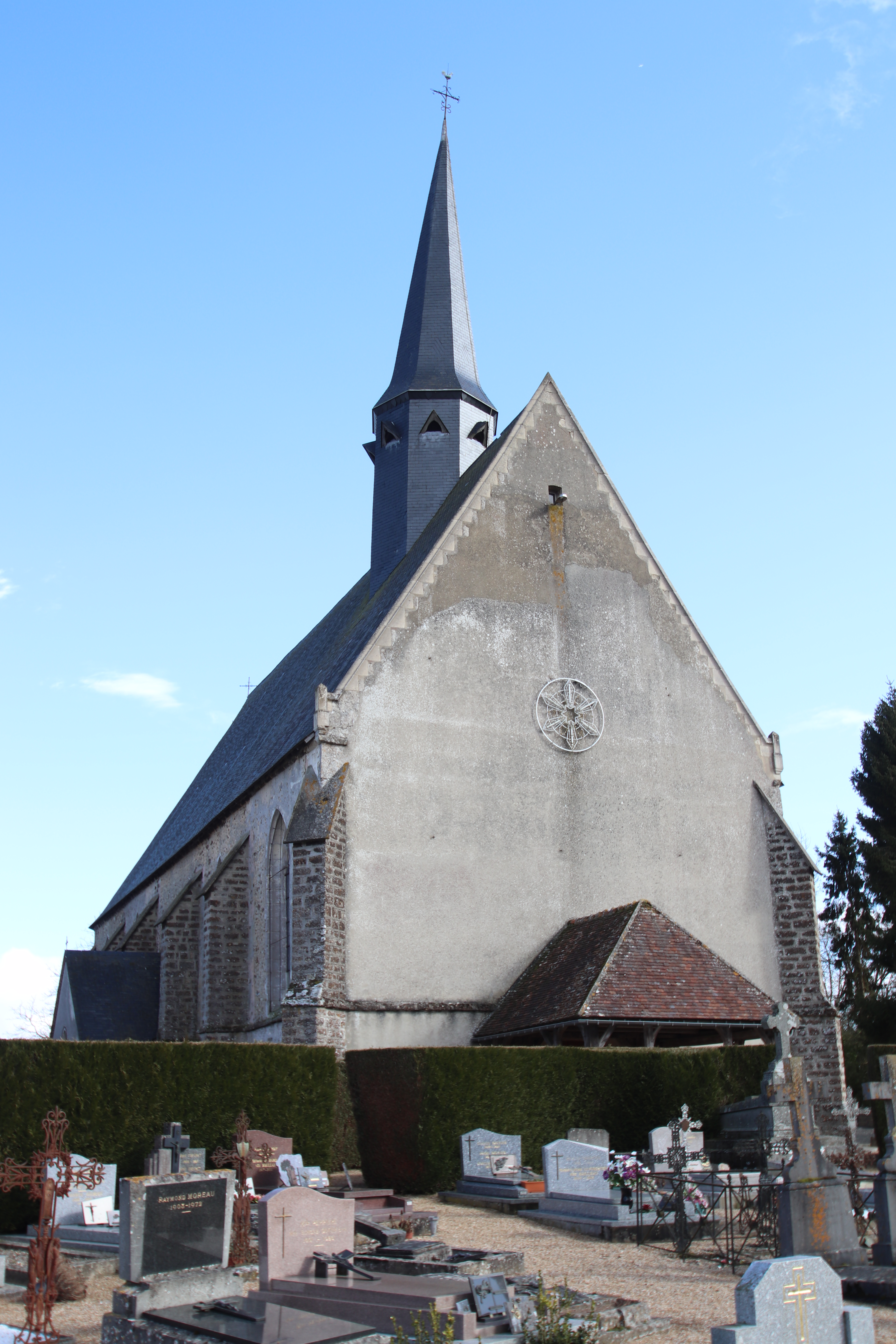
Kirche Saint-Éliph
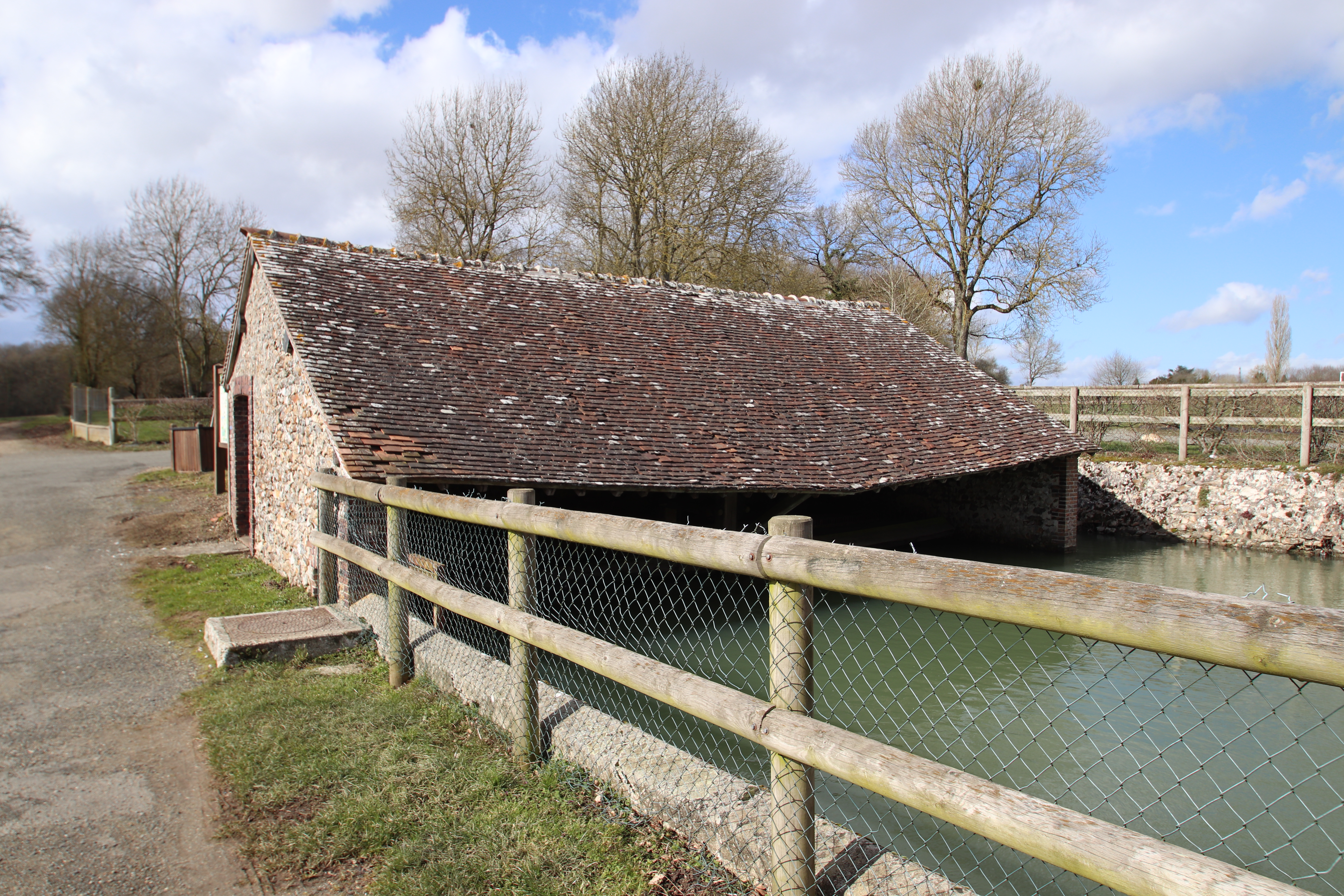
Ehemaliges öffentliches Waschhaus

- Kirche Saint-Éliph
- Ehemaliges öffentliches Waschhaus